# ななにー 地下ABEMA
『ななにー 地下ABEMA』（ななにー ちかアベマ、英字表記: ABEMA UNDERGROUND BY 72）は、日本のインターネットテレビ放送局・ABEMAで2023年11月5日より毎週日曜20時から配信されている、新しい地図によるバラエティ番組である。

## 概要
新しい地図のメンバーによる討論企画やYouTuberコラボ企画など、歌やダンスといった、これまでの色合いと異なった企画にも挑戦していくバラエティ番組。
前半には〇〇コーナー、後半は〇〇コーナーという構成ではなく、基本的には一つのコーナーに72分間配信するという番組構成が基本。
番組名はクリエイターの持ち込み企画を正規の道ではなく、番組や出演者の判断（アンダーグラウンド）で勝手に採用するというコンセプトから命名。
当番組は2023年6月4日まで配信されていた『7.2 新しい別の窓』をリニューアルした後継番組である。
当初は2023年10月からの配信開始を予定していたが番組制作が間に合わず、11月5日からの開始となった。そのため10月29日の20時に『【ななにー特番】番組が間に合いませんでした。』という27分間の番組を放送した。

## 出演者

### レギュラー
メイン出演者
- 新しい地図
  - 稲垣吾郎（2025年2月2日、2月9日の放送分、稲垣は出演していない。[注 2]）
  - 草彅剛
  - 香取慎吾

### 準レギュラー
- キャイ〜ン（天野ひろゆき・ウド鈴木）
- 池田美優（みちょぱ）
- EXIT（りんたろー。・兼近大樹）

## 配信日程
※ ☆はリモート出演、★はVTR出演、◇はモニター出演

## 主なコーナー・企画

### 標準企画

#### 地下ラジオ
普段メディアに素顔を公開していない顔出しNGのスペシャルゲストを“ななにーラジオブース”に招き、素顔を隠したままトークを展開する企画。なお、スペシャルゲストとトークするのはななにーメンバーの内2人（レギュラーと準レギュラーから1人ずつ）となっており、他のメンバーは別室でその様子をモニタリングを行う。ゲストは#配信日程を参照。

#### LGBTQを考えよう！
LGBTQの未来に向けた話を当事者のゲストと専門家が、ななにーメンバーと共に徹底討論する企画。ゲストは#配信日程を参照。

#### 草彅剛、はじめての○○！
第1回「ななにー企画会議」でダウ90000の蓮見翔が発案した企画。スーパースターである草彅が一般の人が当たり前に体験してきた4つのことを体験する企画。第1回では、初めて地下鉄大江戸線に乗ったり、IKEAで購入した家具を組み立てたりなどの体験をした。

#### 貸した金返せよ！
第1回「ななにー企画会議」で金沢知樹が発案した企画。貸したお金が返ってこない金沢のように、世の中に貸したお金を返してもらえていない人が多くいるため、貸主に代わり香取とキャイ〜ンの二人がお金を取り返すため大奮闘する企画。ゲストは#配信日程を参照。

#### 髪型の社会学
第1回「ななにー企画会議」で若新雄純が提案した企画。ゲストにコメンテーターの石田健を迎え、稲垣、EXIT・りんたろーが原宿でロケをし、さまざまな髪型・髪色の方に話を聞く企画。

#### 俺のあの人は今！
第2回「ななにー企画会議」で水溜りボンドのカンタが提案した企画。3人が人生で印象に残っている人達の思い出を語り、本人が来てくれればカーテンから登場し再会。来ていなかったら、ジョイマンが思い出にちなんだミニコントを披露する企画。ゲストは#配信日程を参照。

#### 整形企画
整形実体験者であるゲストと美容整形の医師・専門家とともに、整形のあり方やこれからについて、ななにーメンバーと徹底討論したり、6000万越え整形ビフォーアフターを公開し、なぜ整形に踏み切ったのかを語ったり、整形したからこそ見えた世界を聞いていく企画。ゲストは#配信日程を参照。

#### ななにー的夢診断
第3回「ななにー企画会議」で稲垣の発言から生まれた企画。ななにーメンバーが見た夢を専門家を交えて、その人の精神状態や思考を徹底解説する企画。ゲストは#配信日程を参照。

#### 意外と知らない最新裁判SP
元裁判官や弁護士がゲストで登場し、裁判に関しての疑問や、裁判員裁判など最新の裁判事情をななにーメンバーと徹底解説する企画。

#### 今すぐ借りられる人間レンタル大集合
お金で人を貸し借りする『人間レンタルサービス』について、本来であれば家族や知り合いに頼むことや、自分でやるべきことを代わりにやってもらうなどの人間レンタルサービスの実態を、ななにーメンバーと徹底解説する企画。

### 特別企画

#### サントリー天然水、実はこんなことまでやっていた！水に対するこだわりを徹底リサーチ
2023年11月19日配信。3人がCMを務めるサントリー、ウォーターポジティブの秘密に迫り、ロケやリモートで天然水のこだわりを知る企画。ゲストは#配信日程を参照。

#### クリスマス大忘年会スペシャル
2023年12月24日配信。3人と共に食事をしながら、2023年お騒がせした有名人とトークをし、忘年会をする企画。ゲストは#配信日程を参照。

#### 名場面＆未公開スペシャル
2024年3月3日初配信。「ななにー地下ABEMA」の名場面や未公開シーンをABEMA TIMESとともに振り返る企画。

#### 放送作家鈴木おさむの32年＆お別れ会SP
2024年3月24日・31日配信。まず3月24日では、過去SMAP×SMAP、ワルイコあつまれなどを担当し、3人とも長い付き合いがある鈴木おさむが登場し、2024年3月をもって放送作家を引退するため、鈴木おさむの32年間を年表とともに経歴を振り返り、当時の関係やエピソードを語り合う企画である。そして放送作家を引退する日3月31日には、「お別れ会SP」と題し、鈴木おさむが経営する酒場「鈴木ちゃん」で、3人と鈴木おさむでお酒を飲んだり、食事をしながら、SMAP時代の秘話やゲスト（#配信日程を参照。）を交えて語り合う企画。お別れ会の最後には「SMAP×SMAP」の打ち上げをメンバーではなくスタッフだけで行ったことを明かしおり、スタッフたちは「メンバーと乾杯したかった」という思いがあったことから、鈴木おさむがスタッフを代表して、3人と鈴木おさむで乾杯をする場面があった。配信終了後、放送に収まりきらなかった「未公開トーク」をABEMAビデオで配信した。

#### YouTuber企画
2024年1月21日初配信。第2回「ななにー企画会議」でひろゆき（西村博之） が提案した企画をアレンジしたもの。3人が何組かのYouTuberとコラボ撮影をし、1か月で総再生回数720万回を目指す企画。そこで後日結果を発表し、実際にコラボしたYouTuberをスタジオに呼ぶ。なお、第2回目の2025年2月16日、23日の「YouTuber企画」では、720万回を目指すことはなく、ただ3人がコラボ撮影するという企画に変更されている。過去にコラボしたYouTuberは#配信日程を参照。

#### ななにー企画会議
2023年12月17日初配信（第2回）。さまざまなゲストを招き、ななにーでやりたい企画を会議する企画。そこで採用された企画もあれば、不採用の企画もある。第1回目は2023年9月24日で、本番組が始まる前は特番扱いとしており、10月からリニューアルするに向けての企画会議をしていた。
| 数    | 放送日         | ゲスト                                                           | 提案企画 |
| ----- | -------------- | ---------------------------------------------------------------- | --- |
| 第1回 | 2023年9月24日  | 金沢知樹、若新雄純、蓮見翔（ダウ90000）                          | 「貸した金返せよ！」「クリンクリン」「号泣王」 「72桁(何桁)を作るドキュメントバラエティ」「はじめての〇〇」「ALWAYS 3丁目の夕日〜2000年 ver〜」 「チャラい人」「髪型の社会学」「ニートピクニック」                                                      |
| 第2回 | 2023年12月17日 | ひろゆき（西村博之）、根本宗子（劇作家）、カンタ（水溜りボンド） | 「稲垣＆草なぎ＆香取×EXITが元ジャニとサウナで対談」、「俺のあの人は今！」、「ローカルテレビ局で視聴率100％男」、 |
| 第3回 | 2024年3月10日  | 高橋弘樹、矢部宏光                                               | 「女装して 2丁目BARのママに」「FU-HYO(風評)旅」「はじめて会ってみた！」 「なんで道を踏み外したんですか？」「ちょっと寝てみました」「あの人は今？〜堀越高校同窓会〜」 「なんでそんなこと呟いたんですか？」「メンズアイドルをプロデュース」「新しい法事」 |

### ななにー特番

#### 【ななにー特番】番組が間に合いませんでした。
2023年10月29日配信。本番組が始まる前の特番として放送された。当時、10月から毎週レギュラー放送として配信する予定だった『ななにー』だったが、本放送では、10月までに番組制作が間に合わなかったというお詫びとともに、3人がレギュラーメンバーとのトークを展開する。さらに、2023年9月24日配信した『ななにー企画会議』での内容を受けて、レギュラーメンバーと今後どのように企画や放送を進めていくのか、その内容を議論していく企画。

## スタッフ
- プロデューサー：高橋弘樹（ABEMA / tonari）[155] ほか
- 総合演出：矢部宏光（ABEMA）
- 制作協力：EpocL
- 制作著作：ABEMA